# Acomys percivali
Acomys percivali é uma espécie de roedor da família Muridae.
Pode ser encontrada nos seguintes países: Quénia, Somália, Sudão e Uganda.
Os seus habitats naturais são: savanas áridas, matagal árido tropical ou subtropical e áreas rochosas.